# Genova per noi (brano musicale)
Genova per noi è una canzone scritta da Paolo Conte pubblicata per la prima volta da Bruno Lauzi. 

## Contenuto e ispirazione
La canzone parla di Genova, vista con lo sguardo del piemontese che viene dalla campagna: un visitatore occasionale che sogna il sole ed una vacanza al mare. Conte riesce a sintetizzare il senso di meraviglia che prova il provinciale nel visitare una città ricca di complessità. 

## Edizioni del brano
Fu pubblicata come singolo, la prima volta nel 1975, come lato A, nel 45 giri Genova per noi/Vicoli, con l'arrangiamento di Guido Podestà, fu inserita lo stesso anno nell'album omonimo. 
Paolo Conte dagli anni '60 alla prima metà degli anni '70 aveva scritto diverse canzoni per altri interpreti fra cui Celentano (Azzurro), Caterina Caselli (Insieme a te non ci sto più),  Patty Pravo (Tripoli 1969) e Bruno Lauzi (Onda su onda e appunto Genova per noi). Nel 1974 si fa convincere da Lilli Greco della RCA a incidere in proprio, per cui anche lui pubblicherà una sua versione del brano nel LP Paolo Conte.

## Incisioni ed interpretazioni
Antonella Ruggiero propone il brano in occasione del Polimifest al Politecnico di Milano accompagnata da Mark Harris (pianoforte), Roberto Colombo (vocoder e basso synth) e Ivan Ciccarelli (percussioni). La registrazione dal vivo è contenuta nell'album Quando facevo la cantante (2018; CD 3 La canzone d'autore).